# Psidium glaziovianum
Psidium glaziovianum är en myrtenväxtart som beskrevs av Hjalmar Frederik Christian Kiaerskov. Psidium glaziovianum ingår i släktet Psidium och familjen myrtenväxter. Inga underarter finns listade i Catalogue of Life.